# Tilleux
Tilleux är en kommun i departementet Vosges i regionen Grand Est (tidigare regionen Lorraine) i nordöstra Frankrike. Kommunen ligger i kantonen Neufchâteau som tillhör arrondissementet Neufchâteau. År 2022 hade Tilleux 71 invånare.

## Befolkningsutveckling
Antalet invånare i kommunen Tilleux
| Referens: INSEE |